# Красная Заря (Восточно-Казахстанская область)
Красная Заря (каз. Красная Заря) — упразднённое село в Глубоковском районе Восточно-Казахстанской области Казахстана. Входило в состав Калининского сельского округа. Ликвидировано в 2018 г.
Находится примерно в 19 км к северо-западу от районного центра, посёлка Глубокое. Код КАТО — 634047200.

## Население
По переписи 1989 г. в селе проживало 168 человек. Национальный состав: русские − 60 %, немцы — 20 %.
В 1999 году население села составляло 151 человек (74 мужчины и 77 женщин). По данным переписи 2009 года, в селе проживало 69 человек (42 мужчины и 27 женщин).